# Ortho
Pour les articles homonymes, voir ortho (homonymie).
Ortho (en wallon Ortô) est une section et un village de la ville belge de La Roche-en-Ardenne située en Région wallonne dans la province de Luxembourg.

## Évolution démographique
- Source: DGS, 1831 à 1970=recensements population, 1976= habitants au 31 décembre

## Histoire
Dans La Meuse et le pays mosan en Belgique, Félix Rousseau mentionne que le roi Arnoul confirme à l'Église d'Aix-la-Chapelle une donation faite par Lothaire II de 44 villas, parmi lesquelles Amberloup, Paliseul, Chevigny, Bastogne et Ortho.
Cette confirmation est datée de 888 (MGH DArn no. 031).
Le Berger de Mousny est une légende dont l'action se déroule sur les hauteurs d'Ortho.
La mairie d'Ortho fut créée sous le régime français par la réunion des localités de Buisson, Ferme au Pont, Floumont, Herlinval, Hubermont, Mousny, Nisramont, Ortho, Roupage, Thimont, Vieux Pont, Vivier et Warempage. Elle faisait partie du département de Sambre-et-Meuse.
Ortho devient une commune de la province de Luxembourg en 1839.
À la fusion des communes de 1977, Ortho est intégrée à la commune de La Roche.